# Medalla Gmelin-Beilstein

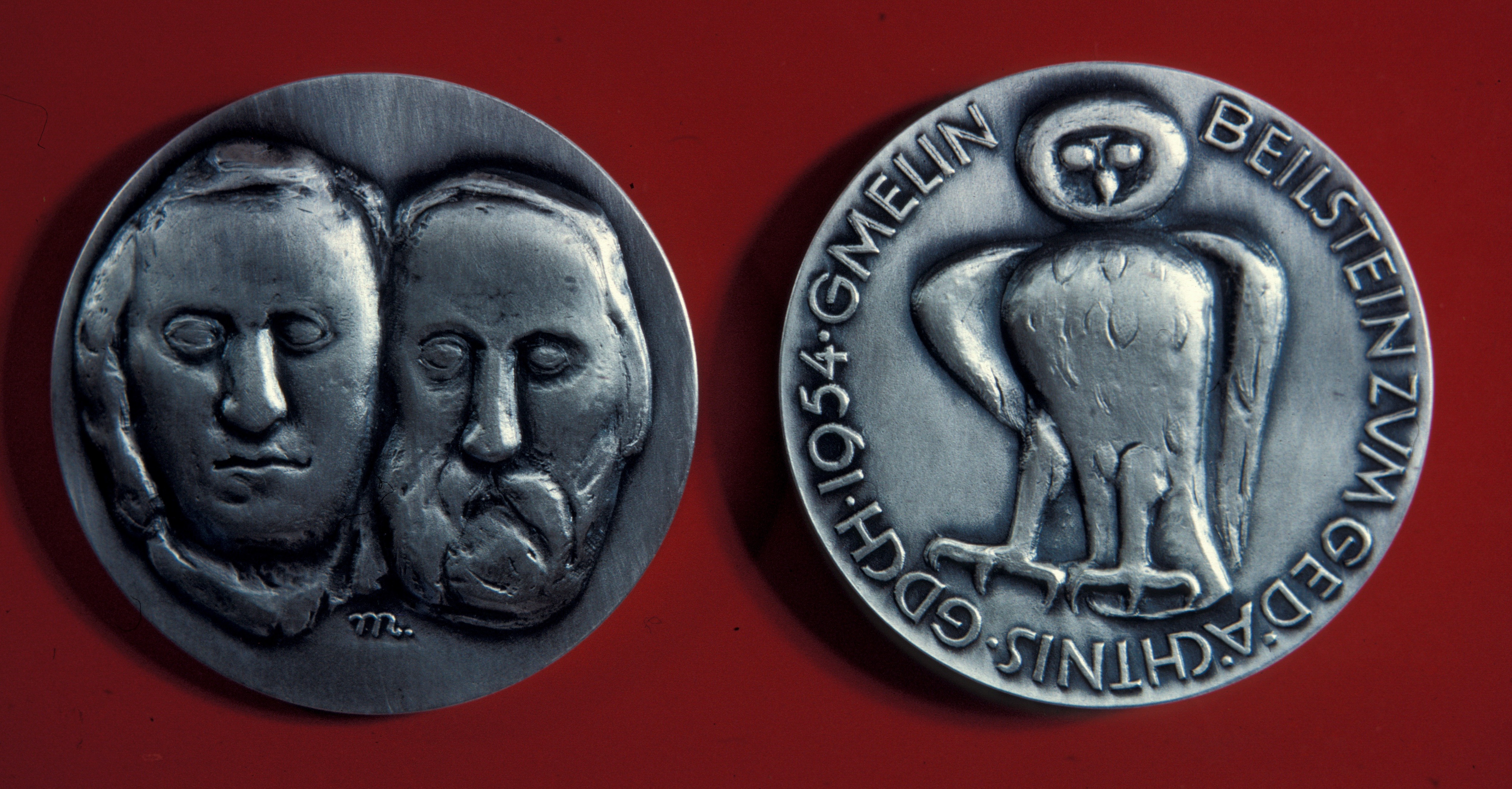
La Medalla conmemorativa (Gmelin-Beilstein) es otorgada por la GDCh como premio especial en el campo de la historia de la química y la literatura química.

La Medalla Gmelin-Beilstein (en alemán, Gmelin-Beilstein Denkmünze) es un premio de la Sociedad Alemana de Química para personas que han hecho una contribución a la historia de la química, la literatura química o la información química. El galardón está asociado a una medalla de plata y 7.500 euros.  Fue otorgada por primera vez en 1954 y donada por Hoechst . Lleva el nombre de Leopold Gmelin y Friedrich Konrad Beilstein, conocidos por sus manuales de química.
- 1954 Paul Walden, Maximilian Pflücke
- 1956 Friedrich Richter
- 1958 Wilhelm Foerst
- 1962 Erich Pietsch
- 1965 Jean Baptiste Gillis
- 1966 Eduard Kreuzhage
- 1973 Werner Schultheis
- 1976 Hans Rudolf Christen
- 1977 Günter Kresze
- 1980 Margot Becke-Goehring
- 1981 Fred A. Tate
- 1983 Robert Fugmann, Ernst Meyer
- 1987 Jürgen Schaafhausen
- 1988 Gerd M. Ahrenholz
- 1990 Christian Weiske
- 1991 Johann Gasteiger
- 1995 Christoph Meinel
- 2000 Peter Gölitz
- 2002 Ursula Schoch-Grübler
- 2005 Ute Deichmann
- 2007 Olga Kennard
- 2010 Jürgen Gmehling
- 2012 Engelbert Zaß
- 2014 Henning Hopf
- 2016 Joe P. Richmond
- 2018 René Deplanque
- 2020 Guillermo Restrepo[1]